# Petrovics György
Petrovics György (Battonya, 1878. április 19. – Budapest, 1950. január 20.) jogász, politikus, országgyűlési képviselő, Makó város polgármestere.

## Élete
Battonyán született, középiskolai tanulmányait a szarvasi evangélikus főgimnáziumban végezte. Budapesten és Eperjesen jogot hallgatott, diplomáját Kolozsvárott szerezte. 1906-ban előbb bíróságon dolgozott, majd Csanád vármegye árvaszéki ülnöke lett. 1917. május 22-én polgármester-helyettesnek nevezték ki, Galambos Ignác polgármester ugyanis már hosszú idő óta betegeskedett, és feladatát nehezen tudta ellátni. Ebben a minőségében vett részt Justh Gyula októberi temetésén a fővárosban, ahol a Nemzeti Múzeumban fölravatalozott országgyűlési képviselőtől ő búcsúzott a város nevében. Galambos Ignác még az ősszel meghalt, és Petrovicsot egyhangúlag választották Makó polgármesterévé.
Városvezetői tevékenysége Makó talán legnehezebb és legzavarosabb időszakára esik. Az első világháború által a hátországra rótt terheket (rekvirálás) tovább súlyosbította a szárazság. A városban késtek az őszi munkák, takarmányhiány lépett föl, majd kitört a vérhas-járvány is. 1917 decemberében szokatlanul hideg időjárás köszöntött be, szinte teljesen hiányzott a városból a szén és a tűzifa, nyersanyag híján közvilágítás is csak elvétve volt. 1918-ban a termelők készletei végleg kimerültek. A világháborúban 1300 makói halt hősi halált.
1918. október 31-én eljutott az őszirózsás forradalom híre a városba is, országos mintára helyi Nemzeti Tanácsot választottak Petrovics György elnökletével. A polgármester az akkori városháza erkélyéről éltette a független Magyarországot. A Nemzeti Tanács összesen két ülést tartott, de előrelátó módon kiosztatta a lakosság gabona fejadagját négy hónapra előre, tartva az idegen megszállástól.
Petrovicsot a központi kormányzat kinevezte Makó kormánybiztosává, a posztot 1918. december 15. és 1919. január 30. között töltötte be. Bornemissza Jenő gimnáziumi tanár sereget toborzott, és elszánta magát a hatalom megszerzésére, Petrovics helyett ő kívánt lenni a város kormánybiztosa. Fegyvereket osztott szét, majd betört a Nemzetőrség által fegyverraktárként használt Erzsébet árvaházba, és az eltulajdonított fegyverekkel fölszerelkezve január 30-án népgyűlést szervezett. Czirbus István, a Nemzetőrség parancsnoka felfegyverezte összecsődült lakosokat. A tömeg megtámadta a polgári leányiskola épületében elszállásolt csendőrséget és tüzet nyitott rájuk. A hatalmas túlerőt látva a csendőrök kihátráltak a városból a Maros-hídon át, és a szerb megszállás alatt lévő Kiszomborra menekültek. Az atrocitásnak mindkét oldalon voltak halálos áldozatai; a vármegye alispánját letartóztatták, Petrovics elmenekült a városból, a hatalom pedig a szociáldemokrata-kommunista munkások, valamint a fiatal katonák kezébe csúszott át.
Bornemissza nem sokáig maradt a város első embere, hamarosan új kormánybiztost neveztek ki Szőts Áron személyében. Károlyi Mihály lemondása, majd a Tanácsköztársaság kikiáltása után Makón is tanácsválasztást tartottak, 1919. április 7-én. Eredményeképpen az újonnan felálló 11 tagú intézőbizottság irányította a város életét, a tanácselnök Zombori Lajos lett. A tömeges kivégzéseket eszközölő Anocskai-terrorkülönítmény  április 27-én távozó halálvonata jelentette a proletárdiktatúra végét Makón.  A város vezetői ideiglenesen egy háromtagú testület tagjai lettek. A városba bevonuló francia csapatok még aznap felmentették őket hivatalukból, és a közigazgatást visszaadták a régi tisztviselőik kezébe. Petrovics György három hónap után ismét törvényes polgármestere lett a városnak.
Az élelmiszer- és vegyiáruhiány orvoslására Jovin Györggyel, a nagyszebeni román kormányzótanács közélelmezési megbízottjával tárgyalt, ő azonban többnyire csak be nem váltott ígéretekkel szolgált a városnak. A francia katonaságot hamarosan román megszállók váltották le. A románok már bevonulásuk napján nyilatkozatot írattak alá a polgármesterrel, amiben a város háláját fejezi ki a megszálló csapatoknak, és örömmel készül a Nagy-Romániához való csatlakozásra. 1920. március 29-én vonult be a Nemzeti Hadsereg a városba és szabadította fel azt.
1921-től Petrovics egyre nagyobb szerepet vállalt a hagymakertészek gondjainak megoldásában. Népszerűsége gyorsan növekedett, ezért az akkori kormánypárt, a Keresztény Kisgazda-, Földmíves és Polgári Párt őt indította képviselőjelöltként 1922-ben. Ellenfele, Nyéki József, a Független '48-as Kisgazdapárt képviselője volt. A küzdelem rendkívül szoros volt, Petrovics végül 227 szavazattal kapott többet Nyékinél. Megválasztott nemzetgyűlési képviselőként városvezetői posztjától meg kellett válnia, utódja a polgármesteri székben Nikelszky Jenő lett. 1926-ban 69,12%-kal, 1934-ben 54,3%-kal választották újra. Az előbbi választáson a pártonkívüli Teszling József, utóbbin az Országos Függetlenségi Kossuth Párt színeiben induló Könyves-Kolonics József volt kihívója. Könyves-Kolonics 1926-ban is indult volna, de a hatóságok meghamisították ajánlószelvényeit, majd törölték nevét a jelöltek közül, mert így hárommal kevesebb ajánlása volt a szükséges ezernél. Az eset nagy port vert fel.
Petrovics a városhoz való ragaszkodását mutatva felvette a Makay előnevet, majd Gömbös Gyula miniszterelnöki kinevezése után fokozatosan a háttérbe húzódott, és inkább Eckhardt Tibor támogatójának számított. A Gömbös-kormány az 1935-ös választások előtt megvonta tőle a bizalmat, és nem is indította jelöltként. Csanád-Arad és Torontál vármegye parlamentjébe viszont bekerült, a törvényhatósági bizottság tagjaként kitartott az általa kezdetektől vallott bethleni elvek mellett, és élesen támadta Gömbös politikáját. A későbbi ciklusokban nem vállalt politikai pozíciót, a közélettől visszavonulva halt meg Budapesten, ahová még 1932-ben, országgyűlési képviselőként költözött föl.

## Művei
- Az októberi forradalom és az idegen megszállás Makón (Makó, 1921)
- A makói hagyma (Makó, 1922)
- Levelek és egy beszéd (Budapest, 1941)